# Duncan Lindsay (futebolista australiano)
Duncan Lindsay (4 de abril de 1902 - 8 de setembro de 1967) foi um jogador de futebol australiano que jogou pelo time North Melbourne em Melbourne na Victorian Football League (VFL).